# Skorzęcin (wieś)
Skorzęcin – wieś w Polsce, położona w województwie wielkopolskim, w powiecie gnieźnieńskim, w gminie Witkowo. 

## Historia
Pierwsza wzmianka o miejscowości pochodzi z 13 października 1392 w dokumencie zawartym w Kodeksie dyplomatycznym Wielkopolski, w którym król Polski Władysław Jagiełło nadał wieś klasztorowi cystersów w Lądzie.
Wieś duchowna Skorzęcino, własność opata cystersów w Lądzie pod koniec XVI wieku leżała w powiecie gnieźnieńskim województwa kaliskiego w Rzeczypospolitej Obojga Narodów. W 1580 historyczne dokumenty podatkowe zanotowały w Skorzęcinie 1,2 łana, 1 półłanek spust., 5 zagrodników oraz 2 komorników. W 1618 2,5 łana, 3 zagrodników i 1 rzemieślnika.
W 1835 w Skorzęcinie urodził się Julian Łukaszewski (zm. 1906) – lekarz, komisarz rządu powstania styczniowego w zaborze pruskim.
Wieś wymieniona została w powiecie gnieźnieńskim w parafii Ostrowite Prymasowskie w XIX-wiecznym Słowniku geograficznym Królestwa Polskiego. Znajdowały się w niej wówczas 24 domy zamieszkiwane przez 260 mieszkańców w tym 252 katolików i 8 protestantów. W miejscowości znajdowała się także szkoła oraz urząd pocztowy. Wieś dzieliła się na część wiejską liczącą 473 hektarów, w tym 317 roli oraz 47 łąk oraz folwark liczący 253,55 hektarów, którego właścicielem był Stanisław Moszczeński.
Ze Skorzęcina wywodzili się przodkowie Obersturmbannführera Waffen-SS Otto Skorzenego.
W latach 1975–1998 należała do województwa konińskiego.
We wsi znajduje się Ochotnicza Straż Pożarna. 

## Turystyka
W odległości 2 km od niej znajduje się ośrodek wypoczynkowy nad jeziorem Niedzięgiel i Białym (jeden z największych kompleksów turystycznych w Polsce i największy w Wielkopolsce) o powierzchni 41 ha i pojemności 6 tys. osób. W ośrodku znajdują się: hotele, pensjonaty, pola namiotowe, restauracje, bary, kluby, dyskoteki, boiska, korty tenisowe, szerokie, piaszczyste plaże, wypożyczalnie sprzętu wodnego (kajaki, rowery wodne, łódki, sprzęt do windsurfingu), boiska do gier zespołowych (w tym orlik ze sztucznym oświetleniem), korty tenisowe oraz molo spacerowe.

### Szlaki turystyczne
Szlaki rowerowe:
- „Trakt Słowikowski” – Piłka – Słowikowo – Orchowo – Piłka – 26 km
- „Urokliwe Doliny” – Gaj – Ostrowite Prymasowskie – Skorzęcin-Plaża – Skorzęcin-wieś – Gaj – 27,1km
- „Trakt Orchowski” – Gruby Dąb – Orchowo – Mlecze – Osówiec – Gruby Dąb – 26,3 km
- „Cztery Jeziora” – Anastazewo – Szydłówiec – Wilczyn – Anastazewo – 28,7 km
- „Dookoła J. Powidzkiego” – Powidz – Ostrowo – Anastazewo – Giewartów – Powidz – 35,4 km
- „Dookoła J. Niedzięgiel” – Skorzęcin-Plaża – Piłka – Powidz – Skorzęcin-Plaża – 25 km
- Mała pętla – Skorzęcin – jezioro Czarne – Skorzęcin – ok. 6,5 km
- Duża pętla – Skorzęcin – Sokołowo – Ostrowite Prymasowskie – Skorzęcin ok. 20 km

Szlaki piesze:
- Ostrowite Prymasowskie – Popielarze – Piłka – Powidz
- Skorzęcin – Popielarze – Skorzęcin

Trasa kajakowa:
- Jezioro Białe – jezioro Pakoskie – jezioro Gopło

Kolej wąskotorowa:
- Gniezno – Witkowo – Powidz – Anastazewo